# Sojuz TMA-9

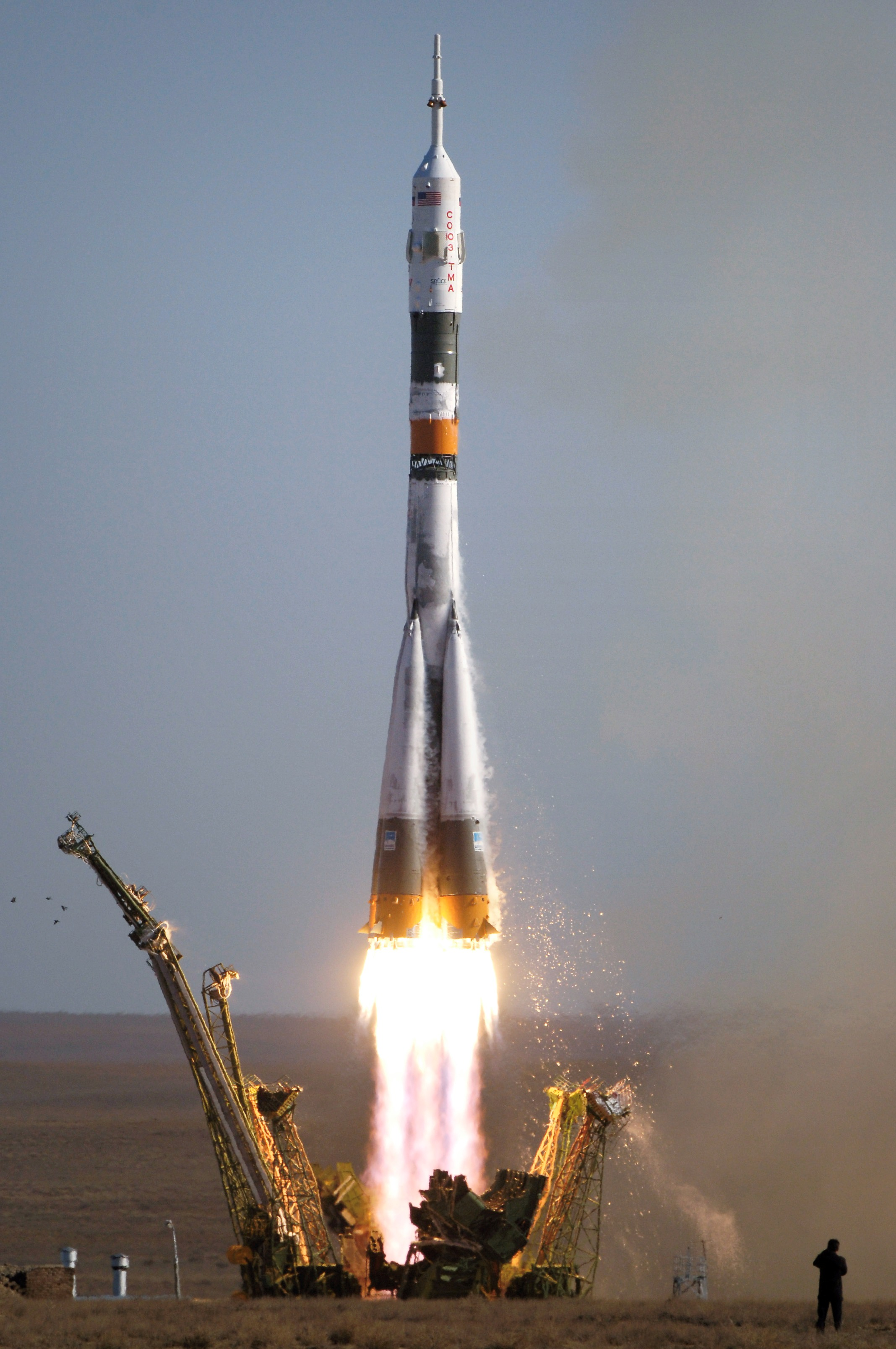
start Sojuz TMA-9

Sojuz TMA-9 – misja rosyjskiego statku kosmicznego Sojuz.
W pierwotnym składzie załogi znajdowało się dwóch astronautów z czternastej, stałej misji na Międzynarodową Stację Kosmiczną oraz japoński turysta kosmiczny Daisuke Enomoto. Enomoto miał powrócić na Ziemię 24 września razem z Pawłem Winogradowem i Jeffreyem Williamsem na pokładzie Sojuza TMA-8. Trzeci stały członek czternastej ekspedycji – amerykańska astronautka Sunita L. Williams miała dotrzeć na stację w ramach misji STS-116 na pokładzie amerykańskiego wahadłowca Discovery, którego start planowano na 14 grudnia 2006 roku.
21 sierpnia 2006 komisja medyczna nie zezwoliła Daisuke Enomoto na udział w locie Sojuza TMA-9. Dzień później – 22 sierpnia – przedstawiciel Roskosmosu zakomunikował, że jego miejsce na pokładzie Sojuza zajmie Amerykanka irańskiego pochodzenia Anousheh Ansari.

## Przebieg misji
- 18 września 2006 o godzinie 04:08:42 UTC nastąpił start z kosmodromu Bajkonur.
- 20 września 2006 o godzinie 05:21:20 UTC nastąpiło zadokowanie do Międzynarodowej Stacji Kosmicznej.